# برگ و باد (آلبوم)
برگ و باد نام آلبومی از محمدرضا هدایتی است. به آهنگسازی میثم کزازی.
این آلبوم شامل آهنگ‌های زیر می‌باشد:
1. تو
2. پل‌ها
3. یادته
4. عابر
5. نیمکت چوبی
6. سکهٔ خورشید
7. برگ و باد
8. دیوارها
9. Medly